# Ямайка на летних Олимпийских играх 1980
Ямайка принимала участие в Летних Олимпийских играх 1980 года в Москве (СССР) в восьмой раз за свою историю, и завоевала три бронзовые медали. Сборную страны представляли 11 мужчин и 7 женщин.
20-летняя Мерлин Отти выиграла первую в своей карьере олимпийскую награду.

## Медалисты
| Бронза |              |                                        |         |
| №      | Спортсмены   | Вид спорта (дисциплина)                | Дата    |
| 1      | Дэвид Уэллер | Велоспорт (гит с места, 1 км, мужчины) | 22 июля |
| 2      | Дон Куорри   | Лёгкая атлетика (200 метров, мужчины)  | 28 июля |
| 3      | Мерлин Отти  | Лёгкая атлетика (200 метров, женщины)  | 30 июля |